# Antikriegshaus Sievershausen

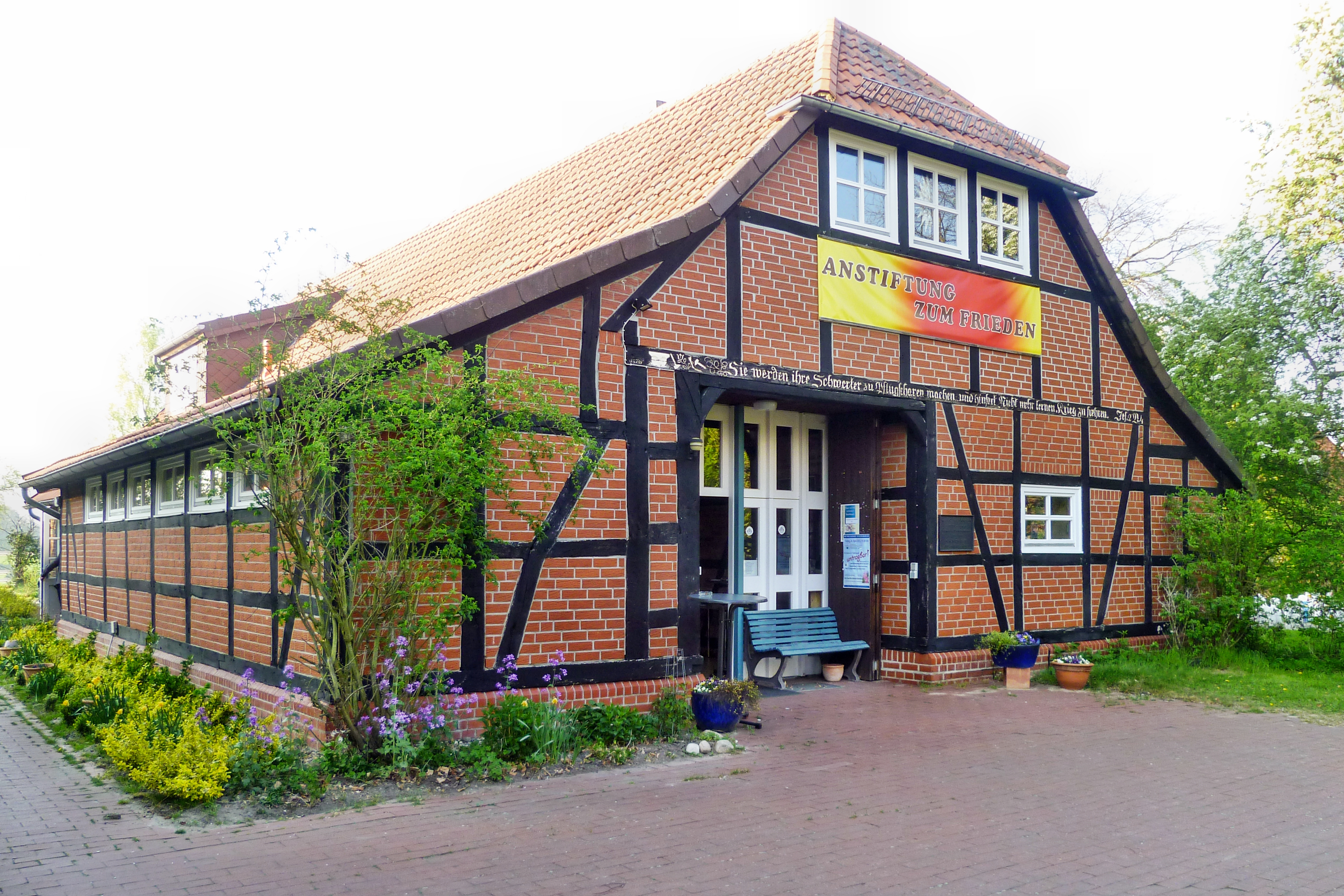
Antikriegshaus

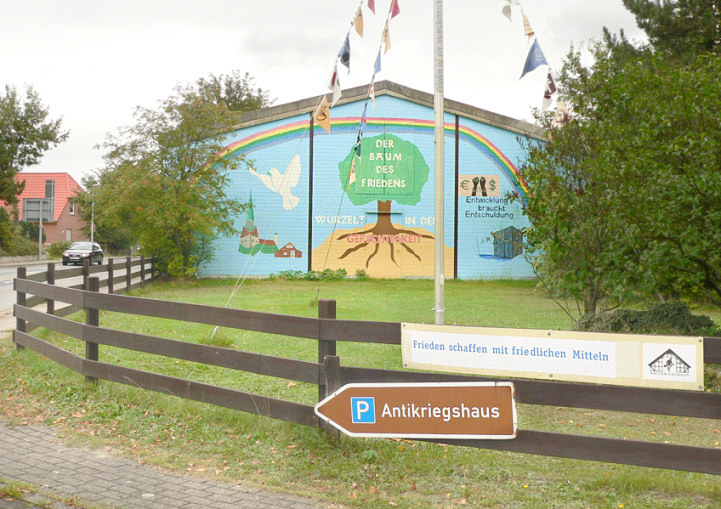
Hinweis zum Antikriegshaus

Das Antikriegshaus Sievershausen wird vom gemeinnützigen Verein Dokumentationsstätte zu Kriegsgeschehen und über Friedensarbeit e.V. getragen. 1979 gegründet, hat der Verein es sich zur Aufgabe gemacht, „aus christlichen und humanitären Motiven zur Friedensarbeit anzuregen, selbst Friedensarbeit durchzuführen und zu fördern“ und sich „für Völkerverständigung und das friedvolle Zusammenleben einzusetzen“ (Satzung).
Der Verein betreibt mit der Antikriegswerkstatt ein Seminar- und Übernachtungshaus und mit dem Antikriegshaus ein Veranstaltungszentrum auf dem Gelände der Kirchengemeinde Sievershausen/Lehrte.

## Geschichte
Ab 1967 fanden in der evangelischen Kirchengemeinde von Sievershausen auf Initiative des damaligen Pastors Klaus Rauterberg Veranstaltungen der Friedensbewegung unter der Bezeichnung Anti-Kriegswerkstatt statt. Anlass, die Arbeit zu institutionalisieren, bot eine größere Gedenkveranstaltung am Erinnerungsstein für Kurfürst Moritz am 9. Juli 1978, die von zahlreichen Anwesenden aufgrund der Redebeiträge als zynisch erlebt wurde. In der Folge bildete sich im Spätherbst 1978 die Initiative, eine Dokumentationsstätte zu errichten. Am 1. September 1979 wurde der Grundstein für das heutige Gebäude gelegt, das dem Verein geschenkt worden war und das Jugendliche an anderer Stelle abbrachen und am heutigen Ort, wo 1553 die blutigste Schlacht auf niedersächsischem Boden stattfand, neu errichteten.
Vor dem Antikriegshaus ist auf dem ehemaligen Schlachtfeld ein Geschichtsfeld entstanden. Hier wurde 1989 das DankMal errichtet in Erinnerung an diejenigen, die in der Zeit des Nationalsozialismus Verfolgten geholfen haben. Dazu gehört auch das DankMal-Archiv mit Literatur und Dokumenten aus jener Zeit. Nach dem Fall der innerdeutschen Grenze kam 1991 das MauerMahnMal aus drei Teilen der Berliner Mauer hinzu, das an die gewaltfreie Überwindung einer unmenschlichen Grenze erinnert. Drittes Element des Geschichtsfeldes ist das Deserteurdenkmal, das seit 1997 all jene Menschen ehrt, die sich dem staatlich verordneten Morden widersetzten und entzogen bzw. dies heutzutage tun.

## Arbeitsfelder
- Friedenspädagogische Jugendarbeit in Zusammenarbeit mit Schulen und Kirchengemeinden
- Veranstaltungszentrum mit öffentlichen Vorträgen, Podiumsdiskussionen, Ausstellungen
- Erinnerungsarbeit und Geschichtsbewusstsein
- Impulsgeber innerhalb der Ev.-luth. Landeskirche Hannovers
- Mitarbeit in Netzwerken der Friedensbewegung
- Verleihung des Friedenspreises „Sievershäuser Ermutigung“
- Internationales Workcamp in Sievershausen

## Sievershäuser Ermutigung
Der Friedenspreis des Antikriegshauses – die Sievershäuser Ermutigung – wird seit über 20 Jahren im zweijährigen Rhythmus für beispielhafte Friedens- und Menschenrechtsarbeit verliehen. Der Preis ist mit 5000,- Euro dotiert. Die Verleihung findet jeweils zum Tag der Menschenrechte am 10. Dezember statt.

## Stiftung „Frieden ist ein Menschenrecht“
Im Jahr 2014 hat die kirchliche Stiftung „Frieden ist ein Menschenrecht“ ihre Arbeit aufgenommen. Sie soll langfristig helfen, die Friedensarbeit des Antikriegshauses Sievershausen abzusichern und zu intensivieren sowie besondere Projekte innerhalb der Friedensarbeit zu ermöglichen.